# Улица Строителей (Салават)
Улица Строителей (башк. Төҙөүселәр урамы) — первая улица в Салавате.

## История
Застройка улицы началась в 1940-х годах как первой улицы Салавата.
В конце улицы, на месте зданий автоколонны стоял киоск по продаже керосина для бытовых керосинок, потом заложили фундамент для жилых домов. Дома так и не были построены, а фундамент еще 6 лет стоял открытым. В начале 60-х годов фундамент засыпали и построили огороженный бетонным забором вещевой рынок. На рынке частники торговали непродовольственными товарами, разложенными на земле. Позже на этом месте поставили вагончики для строителей, провели к ним наружные трубы водоснабжения и теплоснабжения. После снесения вагончиков и расселения людей на этом месте построили гаражи, санаторий-профилакторий, здание автоколонны № 1831.
В центре улицы Строителей 50-х годов был первый в городе клуб Строителей (на месте здания Ортикона), танцплощадка для молодежи. В конце улицы также были бараки, которые в 1963 году были снесены и построена школа №1. Часть бараков в конце улицы осталась и в настоящее время.

## Современная улица

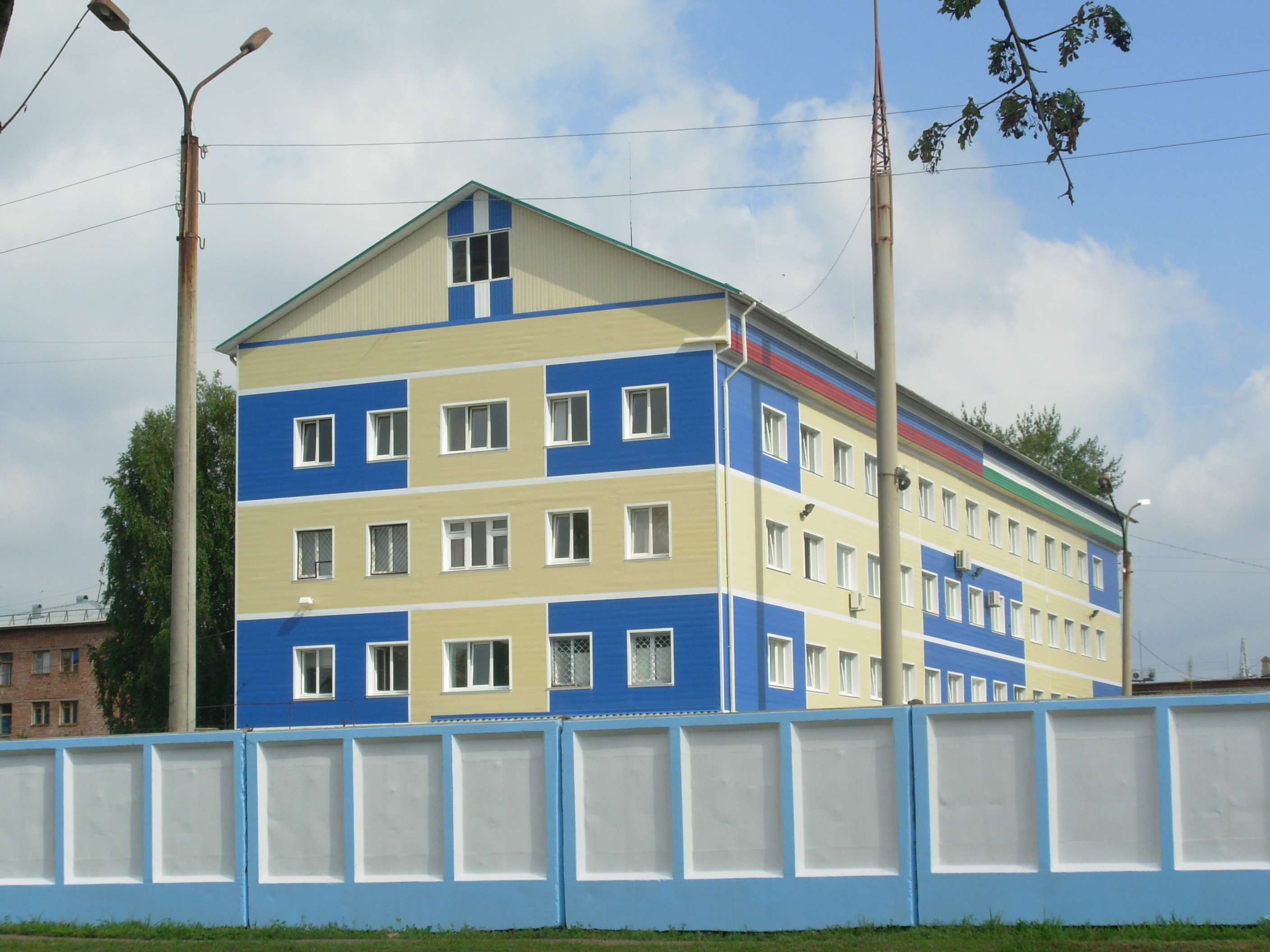
Улица Строителей

Улица Строителей претерпела наибольшие изменения среди всех улиц города. Были снесены все бараки, на изх месте построены современные жилые дома и дома с повышенными удобствами - гаражами на 1 этаже.
На улице расположены: поликника, школа №1, аптека, магазины.
Под асфальтом дорожного покрытия улицы проложены трубы водоснабжения.
По программе переселения из ветхого жилого фонда по улице Строителей подлежат сносу дома №20, 24, 26, 28, 32, 34, 42, 44.

## Трасса
Улица Строителей начинается на пересечении улиц   Уфимская     и   Колхозная    , пересекает улицы  Первомайская     ,   Гафури    ,  Чапаева     ,  Речная     ,  Монтажников      и заканчивается в поселке Мусино

## Транспорт
По улице Строителей ходят маршрутные такси и автобусы автоколонны № 1375 и иных коммерческих перевозчиков:
- № 1
- № 2
- № 3

## Примечательные здания и сооружения
- Новый колхозный рынок.
- Салаватский колледж стекольной промышленности.
- Средняя школа №1
- Клуб Строителей (снесен в 1976 году)
- Управление ОВД по г. Салавату
- д. 25 Кожно-венерогический диспансер[3] [4]

## Фотогалерея

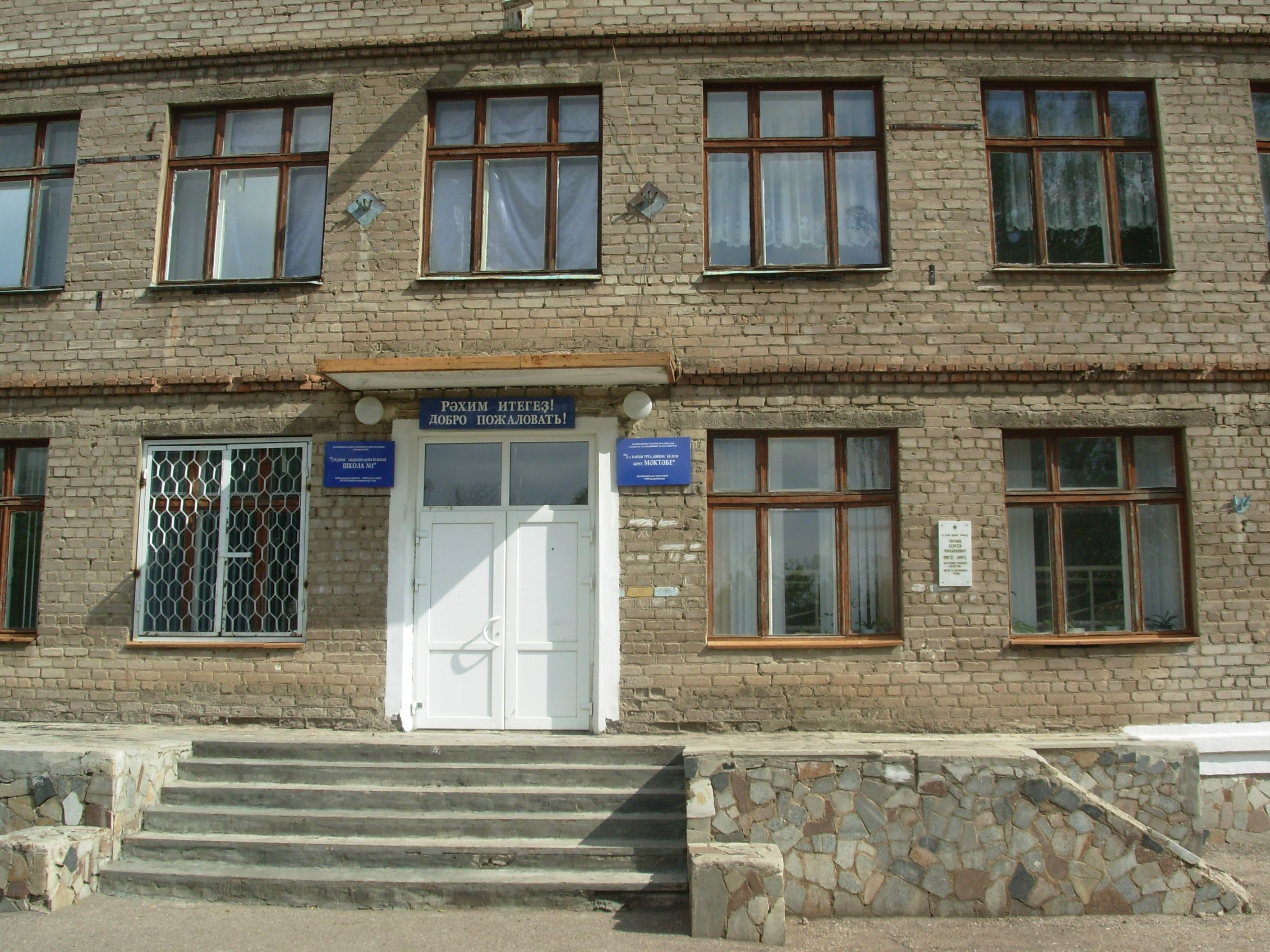
Школа №1 на улице Строителей
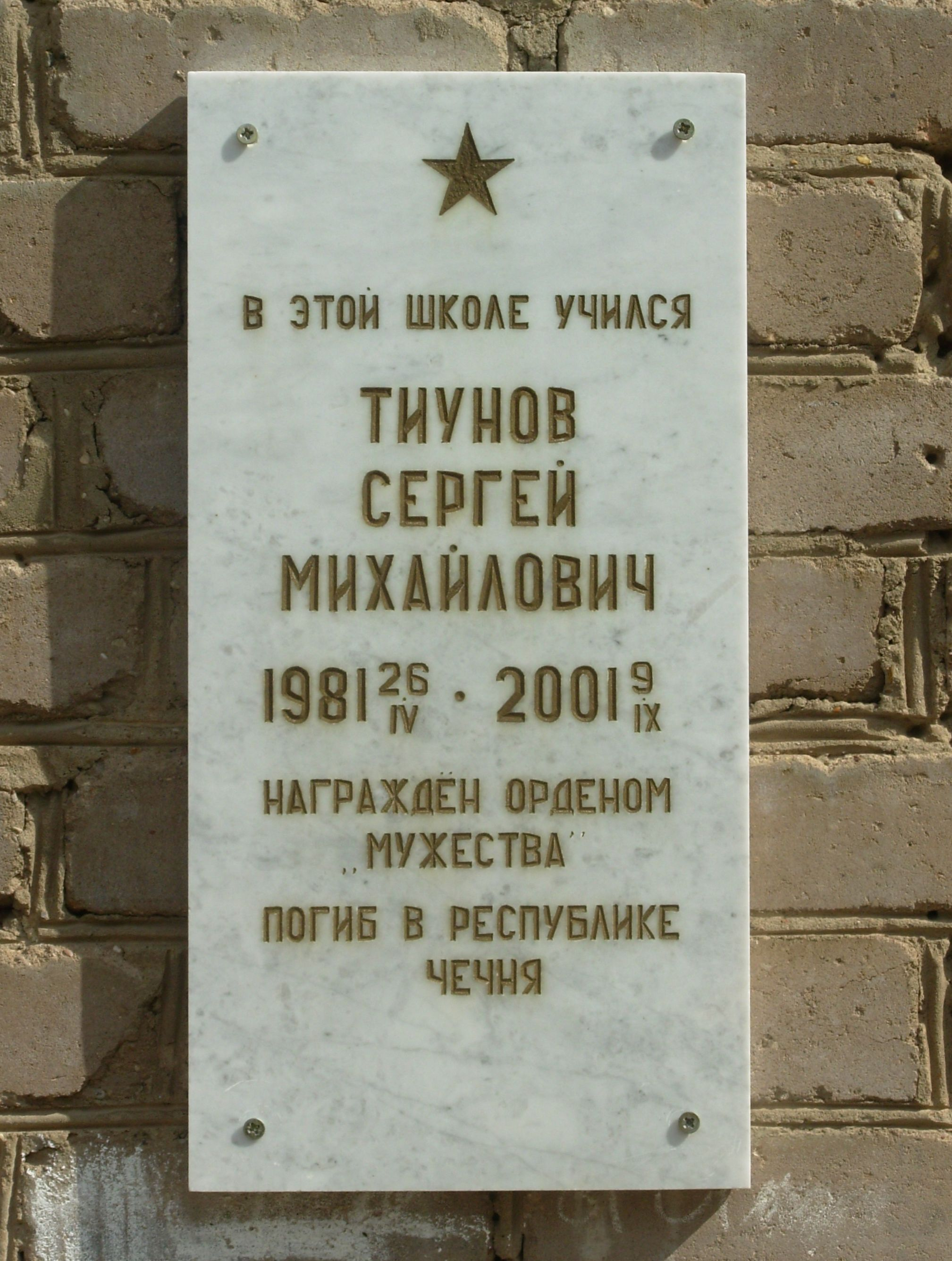
Мемориальная доска на школе №1
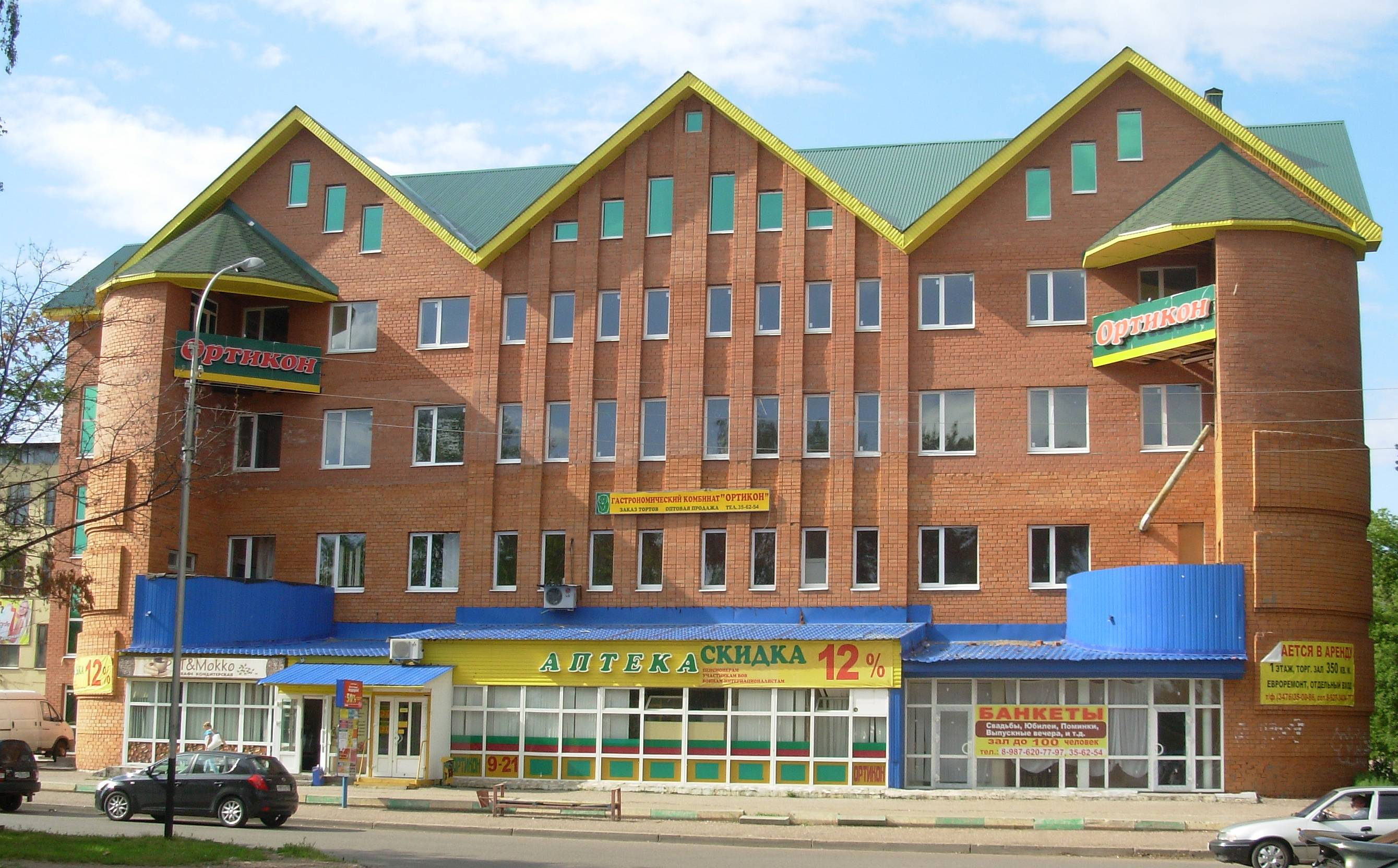
На улице Строителей
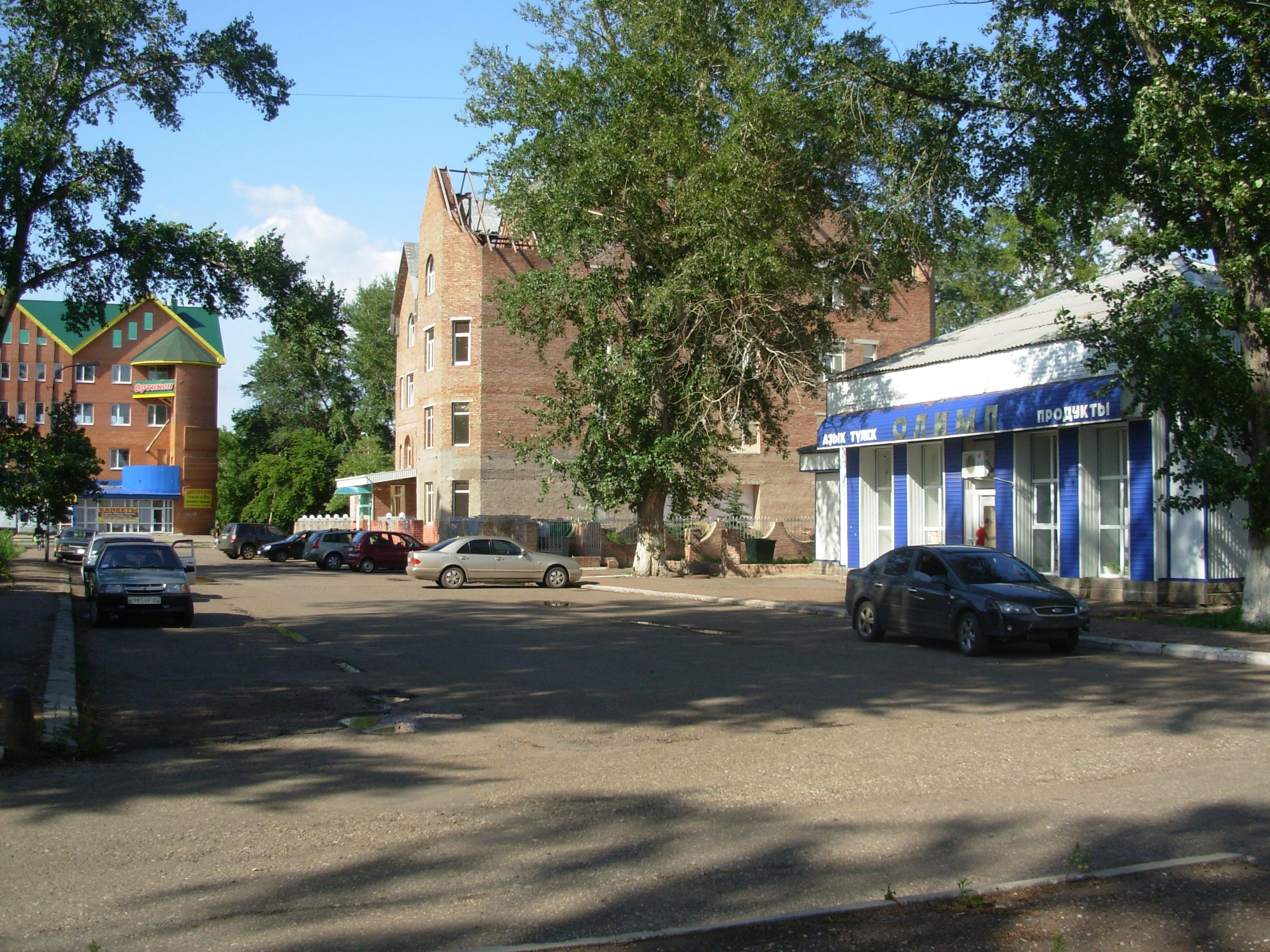
На улице Строителей